# Football Alliance 1889-90
Football Alliance 1889–90 là mùa giải đầu tiên của Football Alliance, một giải bóng đá được tổ chức tại Anh dựa theo The Football League, giải đấu bắt đầu từ mùa 1888–89. Một đề xuất mở rộng Football League lên thành 24 đội bị bác bỏ, vì thế một giải đấu mới được tạo ra. Mười hai đội bóng được công nhận là thành viên, bằng với số đội của Football League, và cũng tương tự về địa lý, kéo dài từ Trung du tới Tây Bắc, hơn thế còn kéo về phía đông với Sheffield, Grimsby và Sunderland.
Hai điểm cho một trận thắng, một cho một trận hòa, mỗi đội thi đấu với đội khác một trận sân khách, một trận sân nhà. The Wednesday là nhà vô địch đầu tiên; sau khi có chuỗi 8 trận thắng bắt đầu từ tháng Mười một, họ lên ngôi đầu vào tháng 12 và tiếp tục đến hết phần còn lại của mùa giải. Long Eaton Rangers đội xếp cuối trong 12 đội đã rời bỏ liên minh để trở về Midland Football League.

## Bảng xếp hạng chung cuộc
| Vị trí | Đội                    | Tr |  | T  | H | B  | BT | BB | HS   |  | Điểm |
| ------ | ---------------------- | -- |  | -- | - | -- | -- | -- | ---- |  | ---- |
| 1      | The Wednesday          | 22 |  | 15 | 2 | 5  | 70 | 39 | + 31 |  | 32   |
| 2      | Bootle                 | 22 |  | 13 | 2 | 7  | 66 | 39 | + 27 |  | 28   |
| 3      | Sunderland Albion      | 21 |  | 12 | 2 | 7  | 64 | 39 | + 25 |  | 28   |
| 4      | Grimsby Town           | 22 |  | 12 | 2 | 8  | 58 | 47 | + 11 |  | 26   |
| 5      | Crewe Alexandra        | 22 |  | 11 | 2 | 9  | 68 | 59 | + 9  |  | 24   |
| 6      | Darwen                 | 22 |  | 10 | 2 | 10 | 70 | 75 | – 5  |  | 22   |
| 7      | Birmingham St George's | 21 |  | 9  | 3 | 9  | 62 | 49 | + 13 |  | 21   |
| 8      | Newton Heath           | 22 |  | 9  | 2 | 11 | 40 | 44 | – 4  |  | 20   |
| 9      | Walsall Town Swifts    | 22 |  | 8  | 3 | 11 | 44 | 59 | – 15 |  | 19   |
| 10     | Small Heath            | 22 |  | 6  | 5 | 11 | 44 | 67 | – 23 |  | 17   |
| 11     | Nottingham Forest      | 22 |  | 6  | 5 | 11 | 31 | 62 | – 31 |  | 17   |
| 12     | Long Eaton Rangers     | 22 |  | 4  | 2 | 16 | 35 | 73 | – 38 |  | 10   |

| Ghi chú |                           |
| ------- | ------------------------- |
|         | Vô địch Football Alliance |
|         | Rời đi                    |

## Kết quả
Kết quả ở đây chỉ hiển thi các trận đấu của Newton Heath, Nottingham Forest, Small Heath, The Wednesday, và một vài trận của Darwen.
| S.nhà ╲ S.khách                             | Bản mẫu:Fb team Birmingham St George's F. C. | BOO | CRE | DRW | GRI | LER | NWH | NOT  | SMH | SUA | WAL | WED |
| Bản mẫu:Fb team Birmingham St George's F.C. |                                              | 5–1 | 2–0 | 7–3 | 3–3 | 2–1 | 5–1 | 1–3  | 4–1 | 5–3 |     | 0–2 |
| Bootle                                      | 5–1                                          |     |     | 5–1 |     |     | 4–1 | 2–0  | 6–0 |     |     | 4–1 |
| Crewe Alexandra                             | 4–2                                          | 7–3 |     | 3–5 |     | 7–4 | 2–2 | 1–1  | 6–2 |     | 2–3 | 2–0 |
| Darwen                                      |                                              |     | 3–2 |     | 3–0 |     | 4–1 | 9–0  | 4–2 | 0–2 | 6–3 | 4–3 |
| Grimsby Town                                |                                              |     |     |     |     | 4–1 | 7–0 | 4–0  | 4–0 |     |     | 0–4 |
| Long Eaton Rangers                          | 1–5                                          |     |     | 1–2 |     |     | 0–3 | 5–3  | 0–2 |     |     | 2–0 |
| Newton Heath                                | 2–1                                          | 3–0 | 1–2 | 2–1 | 0–1 | 3–0 |     | 0–1  | 9–1 | 4–1 | 2–1 | 1–2 |
| Nottingham Forest                           | 2–2                                          | 2–2 | 2–5 | 3–1 | 1–2 | 1–1 | 1–3 |      | 0–0 | 3–1 | 3–0 | 1–3 |
| Small Heath                                 | 3–2                                          | 2–2 | 0–2 | 6–2 | 3–1 | 3–1 | 1–1 | 12–0 |     | 1–3 | 0–2 | 2–2 |
| Sunderland Albion                           |                                              |     | 5–1 | 5–1 |     |     | 2–0 | 4–0  | 6–1 |     |     | 2–3 |
| Walsall Town Swifts                         | 2–1                                          |     | 3–4 | 5–3 |     |     | 4–0 | 1–3  | 1–1 |     |     | 2–2 |
| The Wednesday                               | 0–5                                          | 2–1 | 6–4 | 4–1 | 4–3 | 9–1 | 3–1 | 3–1  | 9–1 | 4–1 | 4–0 |     |

Nguồn: xem tham khảo
1 ^ Đội chủ nhà được liệt kê ở cột bên tay trái.
Màu sắc: Xanh = Chủ nhà thắng; Vàng = Hòa; Đỏ = Đội khách thắng.

## Sân và địa điểm
| Đội                    | Địa điểm     | Sân                         | Sức chứa |
| ---------------------- | ------------ | --------------------------- | -------- |
| Birmingham St George's | Birmingham   | Cape Hill                   |          |
| Bootle                 | Bootle       | Hawthorne Road              |          |
| Crewe Alexandra        | Crewe        | Alexandra Recreation Ground |          |
| Darwen                 | Darwen       | Barley Bank                 | 12,500   |
| Grimsby Town           | Grimsby      | Abbey Park                  | 10,000   |
| Newton Heath           | Newton Heath | North Road                  | 12,000   |
| Nottingham Forest      | Nottingham   | Gregory Ground, Lenton      |          |
| Small Heath            | Birmingham   | Coventry Road               |          |
| Sunderland Albion      | Sunderland   | Blue House Field, Hendon    |          |
| Walsall Town Swifts    | Walsall      | The Chuckery                |          |
| The Wednesday          | Sheffield    | Olive Grove                 |          |
| Long Eaton Rangers     | Long Eaton   | Recreation Ground           |          |

## Quá trình trình lựa chọn Football League
Trong cuộc gặp để lựa chọn cho Football League cuộc bỏ phiếu không được diễn ra, nhưng Burnley và Notts County đã được lựa chọn lại còn Sunderland được lựa chọn để thay thế Stoke, đội thi đấu ở Football Alliance năm sau đó và rồi lại trở lại Football League sau một năm vắng bóng.
Đơn xin gia nhập Football Alliance của Bootle, Darwen, Grimsby Town, Newton Heath và Sunderland Albion bị bác bỏ.